# Murtaz Jurtsilava
Murtaz Jurtsilava (en georgiano: მურთაზ ხურცილავა, en ruso: Муртаз Хурцилава; n. 5 de enero de 1943, Martvili, República Socialista Soviética de Georgia) es un ex futbolista internacional y entrenador soviético georgiano. Como futbolista jugó de defensa central y fue uno de los defensas más influyentes del fútbol soviético. Desarrolló la mayor parte de su carrera en el FC Dinamo Tbilisi, con el que se proclamó campeón de la liga soviética por primera vez para el club y para el fútbol georgiano. Tras retirarse del fútbol en activo comenzó inmediatamente su carrera como entrenador.

## Carrera profesional
Jurtsilava fue descubierto mientras jugaba al fútbol en el jardín de la escuela en Gegechkori, un pueblo pequeño del Cáucaso, actualmente conocido como Martvili, donde aprendió a jugar al fútbol con una pelota hecha de paja y trapos.
En 1961 debutó con el primer equipo del FC Dinamo Tbilisi, el equipo más importante del fútbol georgiano, con el que se proclamó campeón del campeonato de liga soviético en 1964 por primera vez en la historia del club. Además, fue la primera vez que un equipo fuera de las Repúblicas de Rusia y Ucrania se proclamaba campeón del fútbol soviético. Con el Dinamo jugó hasta 1975 y sumó 293 partidos. Se retiró del fútbol en activo tras jugar una temporada en el FC Torpedo Kutaisi.

## Selección nacional
Jurtsilava formó parte de la selección de la Unión Soviética subcampeona de la Eurocopa 1972, en cuya final contra Alemania Federal Jurtsilava estrelló un disparo contra el larguero. También fue incluido en los equipos nacionales que lograron la medalla de bronce en los Juegos Olímpicos de 1972 y el cuarto puesto en la Copa Mundial de la FIFA 1966. También fue uno de los dos georgianos, junto con Aleksandr Chivadze, que ha capitaneado el equipo soviético.

## Vida personal
Después de retirarse en 1977, Jurtsilava estableció su propio negocio en Tiflis, donde reside desde entonces con su familia cuando no trabaja como entrenador de fútbol profesional. En noviembre de 2003, para celebrar el Aniversario de la UEFA, fue seleccionado como el Jugador de Oro de Georgia por la Federación de Fútbol de Georgia como su más destacado jugador de los últimos 50 años.